# Saison 2025-2026 du RSC Anderlecht
Dernière mise à jour : 17 août 2025.
Chronologie
Saison précédente Saison suivante
La saison 2025-2026 du RSC Anderlecht, club de football belge, voit le club évoluer en Jupiler Pro League pour la quatre-vingt-quinzième saison de son histoire. Classé quatrième des play-offs du championnat national la saison précédente, il est reversé au deuxième tour de qualification de la Ligue Europa et dispute aussi la coupe nationale.
L'équipe est dirigée par l'Albanais Besnik Hasi, en place depuis mars 2025 et confirmé à son poste pour la saison 2025-2026.

## Effectif

### Transferts

#### Mercato estival
| Nom                | Nationalité | Poste             | Type de transfert | Provenance/Destination   | Division            |
| ------------------ | ----------- | ----------------- | ----------------- | ------------------------ | ------------------- |
| Arrivées           |             |                   |                   |                          |                     |
| Adriano Bertaccini | Belgique    | Attaquant         | Transfert         | K Saint-Trond VV         | Division 1A         |
| Ilay Camara        | Sénégal     | Milieu de terrain | Transfert         | Standard de Liège        | Division 1A         |
| Mihajlo Cvetković  | Serbie      | Attaquant         | Transfert         | FK Čukarički             | SuperLiga Srbije    |
| Alexis Flips       | France      | Milieu de terrain | Retour de prêt    | Royal Charleroi SC       | Division 1A         |
| Zoumana Keita      | Allemagne   | Défenseur         | Transfert         | FC Viktoria Cologne 1904 | 3. Liga             |
| Enric Llansana     | Pays-Bas    | Milieu de terrain | Transfert         | Go Ahead Eagles          | Eredivisie          |
| Yasin Özcan        | Turquie     | Défenseur         | Prêt              | Aston Villa FC           | Premier League      |
| Louis Patris       | Belgique    | Défenseur         | Retour de prêt    | K Saint-Trond VV         | Division 1A         |
| Nathan Saliba      | Canada      | Milieu de terrain | Transfert         | CF Montréal              | Major League Soccer |
| Départs            |             |                   |                   |                          |                     |
| Adryelson          | Brésil      | Défenseur         | Fin du prêt       | Olympique lyonnais       | Ligue 1             |
| Leander Dendoncker | Belgique    | Milieu de terrain | Fin du prêt       | Aston Villa FC           | Premier League      |
| Samuel Edozie      | Angleterre  | Attaquant         | Fin du prêt       | Southampton FC           | Premier League      |
| Keisuke Goto       | Japon       | Attaquant         | Prêt              | K Saint-Trond VV         | Division 1A         |
| Louis Patris       | Belgique    | Défenseur         | Transfert         | K Saint-Trond VV         | Division 1A         |
| Jan Vertonghen     | Belgique    | Défenseur         | Retraite,         | -                        | -                   |

## Résultats

### Championnat

#### Détail des rencontres

##### Juillet - Août
| 1re journée              | RSC Anderlecht | 5 – 2   | KVC Westerlo |                        |                        |
| Dimanche 27 juillet 2025 | ( De Cat) Hazard 18e · ( Angulo) Degreef 36e · Angulo 64e · ( Augustinsson) Saliba 69e · Hazard 90+1e                                                                 | (2 – 0) | 46e Vaesen (Alcócer ) · 57e Frigan (Bayram ) | Lotto Park, Anderlecht | Lotto Park, Anderlecht |
| Dimanche 27 juillet 2025 | Hey 22e · Llansana 43e · Degreef 63e · Vázquez 79e | Rapport | 53e Van den Keybus · 70e Vaesen · | Lotto Park, Anderlecht | Lotto Park, Anderlecht |
| Dimanche 27 juillet 2025 | Coosemans – Augustinsson, Simić, Hey, Maamar ( 46e Vroninks) – Angulo, Llansana, Hazard, De Cat ( 67e Saliba), Degreef ( 76e Verschaeren) – Vázquez ( 84e Stroeykens) | Équipes | Jungdal – Rommens, Bayram, Neustäder, Reynolds – Van den Keybus ( 86e Yow), Sydorchuk ( 46e Vaesen), Frigan, Haspolat, Sakamoto ( 65e Ferri) – Alcócer ( 76e Sayyadmanesh) | Lotto Park, Anderlecht | Lotto Park, Anderlecht |

| 2e journée           | Cercle Bruges KSV | 0 – 2   | RSC Anderlecht |                           |                           |
| Dimanche 3 août 2025 | | (0 – 1) | 7e (pen.) Hazard · 78e Bertaccini (Camara ) | Stade Jan Breydel, Bruges | Stade Jan Breydel, Bruges |
| Dimanche 3 août 2025 | Van der Bruggen 19e · Nazinho 90+5e | Rapport | 59e De Cat · 65e Llansana · | Stade Jan Breydel, Bruges | Stade Jan Breydel, Bruges |
| Dimanche 3 août 2025 | Delanghe – Nazinho, Utkus ( 46e Kakou), Ravych, Diakité ( 72e Magnée) – Gerkens, Van der Bruggen, Diaby ( 46e Diop), Agyekum ( 83e Nunes) – Minda ( 73e De Wilde), Ngoura | Équipes | Coosemans – N'Diaye ( 87e Degreef), Kana, Hey, Maamar ( 61e Camara) – Angulo ( 74e Augustinsson), Llansana ( 74e Saliba), Hazard, De Cat, Verschaeren – Vázquez ( 61e Bertaccini) | Stade Jan Breydel, Bruges | Stade Jan Breydel, Bruges |

| 3e journée            | RSC Anderlecht | 2 – 3   | SV Zulte Waregem |                        |                        |
| Dimanche 10 août 2025 | Dolberg 49e (pen.) · Tanghe 73e (csc) | (0 – 1) | 29e Hedl (Opoku ) · 68e Ujka (Cappelle ) · 90+3e Erenbjerg | Lotto Park, Anderlecht | Lotto Park, Anderlecht |
| Dimanche 10 août 2025 | | Rapport | 46e Willen · 47e Claes · 90e Nnadi · | Lotto Park, Anderlecht | Lotto Park, Anderlecht |
| Dimanche 10 août 2025 | Coosemans – Augustinsson, Kana, Simić ( 87e Hey), Maamar ( 46e Degreef) – Angulo, Saliba ( 46e Bertaccini), Hazard ( 75e Stroeykens), De Cat – Dolberg ( 75e Vázquez), Verschaeren | Équipes | Gabriel – Claes ( 85e Lofolomo), Tanghe, Lemoine – Cappelle, Paugain ( 77e Nyssen), Nnadi, Willen – Opoku ( 90+5e Vossen), Hedl ( 85e Traoré), Ujka ( 85e Erenbjerg) | Lotto Park, Anderlecht | Lotto Park, Anderlecht |

| 4e journée            | FCV Dender EH | 0 – 2   | RSC Anderlecht |                            |                            |
| Dimanche 17 août 2025 | | (0 – 0) | 70e Huerta (Angulo ) · 83e Hazard (Angulo ) | Stade Van Roy, Denderleeuw | Stade Van Roy, Denderleeuw |
| Dimanche 17 août 2025 | Goncalves 65e | Rapport | 16e Llansana · | Stade Van Roy, Denderleeuw | Stade Van Roy, Denderleeuw |
| Dimanche 17 août 2025 | Verrips – Ferraro, Pupe ( 51e Goncalves), De Fougerolles ( 81e Hrnčár), Marijnissen, Fredrick ( 81e Sahi Dion) – Rôdes, Mbamba ( 73e Nsimba), Viltard ( 73e Oratmangoen) – Květ, Scheidler | Équipes | Coosemans – Augustinsson, Kana, Hey, Maamar – Angulo ( 87e Degreef), Llansana, Hazard ( 87e Stroeykens), De Cat ( 80e Saliba), Verschaeren ( 60e Huerta) – Bertaccini ( 60e Dolberg) | Stade Van Roy, Denderleeuw | Stade Van Roy, Denderleeuw |

| 5e journée | RSC Anderlecht | –   | KAA La Gantoise |                        |                        |
|            |                | (–) |                 | Lotto Park, Anderlecht | Lotto Park, Anderlecht |

| 6e journée | Royale Union saint-gilloise | –   | RSC Anderlecht |                             |                             |
|            |                             | (–) |                | Stade Joseph Marien, Forest | Stade Joseph Marien, Forest |

##### Septembre
| 7e journée | RSC Anderlecht | –   | KRC Genk |                        |                        |
|            |                | (–) |          | Lotto Park, Anderlecht | Lotto Park, Anderlecht |

| 8e journée | RSC Anderlecht | –   | Royal Antwerp FC |                        |                        |
|            |                | (–) |                  | Lotto Park, Anderlecht | Lotto Park, Anderlecht |

| 9e journée | OH Leuven | –   | RSC Anderlecht |                                          |                                          |
|            |           | (–) |                | King Power at Den Dreef Stadion, Louvain | King Power at Den Dreef Stadion, Louvain |

##### Octobre
| 10e journée | RSC Anderlecht | –   | Standard de Liège |                        |                        |
|             |                | (–) |                   | Lotto Park, Anderlecht | Lotto Park, Anderlecht |

| 11e journée | K Saint-Trond VV | –   | RSC Anderlecht |                                         |                                         |
|             |                  | (–) |                | Daio Wasabi Stayen Stadium, Saint-Trond | Daio Wasabi Stayen Stadium, Saint-Trond |

| 12e journée | Royal Charleroi SC | –   | RSC Anderlecht |                                       |                                       |
|             |                    | (–) |                | Stade du Pays de Charleroi, Charleroi | Stade du Pays de Charleroi, Charleroi |

##### Novembre
| 13e journée | RSC Anderlecht | –   | Yellow Red KV Mechelen |                        |                        |
|             |                | (–) |                        | Lotto Park, Anderlecht | Lotto Park, Anderlecht |

| 14e journée | RSC Anderlecht | –   | Club Bruges KV |                        |                        |
|             |                | (–) |                | Lotto Park, Anderlecht | Lotto Park, Anderlecht |

| 15e journée | RAAL La Louvière | –   | RSC Anderlecht |                         |                         |
|             |                  | (–) |                | Easi Arena, La Louvière | Easi Arena, La Louvière |

| 16e journée | RSC Anderlecht | –   | Royale Union saint-gilloise |                        |                        |
|             |                | (–) |                             | Lotto Park, Anderlecht | Lotto Park, Anderlecht |

##### Décembre
| 17e journée | KVC Westerlo | –   | RSC Anderlecht |                      |                      |
|             |              | (–) |                | Het Kuipje, Westerlo | Het Kuipje, Westerlo |

| 18e journée | RSC Anderlecht | –   | K Saint-Trond VV |                        |                        |
|             |                | (–) |                  | Lotto Park, Anderlecht | Lotto Park, Anderlecht |

| 19e journée | Royal Antwerp FC | –   | RSC Anderlecht |                       |                       |
|             |                  | (–) |                | Bosuilstadion, Anvers | Bosuilstadion, Anvers |

| 20e journée | RSC Anderlecht | –   | Royal Charleroi SC |                        |                        |
|             |                | (–) |                    | Lotto Park, Anderlecht | Lotto Park, Anderlecht |

##### Janvier
| 21e journée | KAA La Gantoise | –   | RSC Anderlecht |                          |                          |
|             |                 | (–) |                | Planet Group Arena, Gand | Planet Group Arena, Gand |

| 22e journée | RSC Anderlecht | –   | FCV Dender EH |                        |                        |
|             |                | (–) |               | Lotto Park, Anderlecht | Lotto Park, Anderlecht |

| 23e journée | Standard de Liège | –   | RSC Anderlecht |                               |                               |
|             |                   | (–) |                | Stade Maurice Dufrasne, Liège | Stade Maurice Dufrasne, Liège |

##### Février
| 24e journée | KRC Genk | –   | RSC Anderlecht |                    |                    |
|             |          | (–) |                | Cegeka Arena, Genk | Cegeka Arena, Genk |

| 25e journée | RSC Anderlecht | –   | RAAL La Louvière |                        |                        |
|             |                | (–) |                  | Lotto Park, Anderlecht | Lotto Park, Anderlecht |

| 26e journée | SV Zulte Waregem | –   | RSC Anderlecht |                        |                        |
|             |                  | (–) |                | Elindus Arena, Waregem | Elindus Arena, Waregem |

| 27e journée | RSC Anderlecht | –   | OH Leuven |                        |                        |
|             |                | (–) |           | Lotto Park, Anderlecht | Lotto Park, Anderlecht |

##### Mars
| 28e journée | Club Bruges KV | –   | RSC Anderlecht |                           |                           |
|             |                | (–) |                | Stade Jan Breydel, Bruges | Stade Jan Breydel, Bruges |

| 29e journée | Yellow Red KV Mechelen | –   | RSC Anderlecht |                                       |                                       |
|             |                        | (–) |                | Stade AFAS Achter de Kazerne, Malines | Stade AFAS Achter de Kazerne, Malines |

| 30e journée | RSC Anderlecht | –   | Cercle Bruges KSV |                        |                        |
|             |                | (–) |                   | Lotto Park, Anderlecht | Lotto Park, Anderlecht |

#### Classement
Évolution du classement du RSC Anderlecht en fonction des résultats
| Journée     | 1  | 2  | 3  | 4  | 5 | 6 | 7 | 8 | 9 | 10 | 11 | 12 | 13 | 14 | 15 | 16 | 17 | 18 | 19 | 20 | 21 | 22 | 23 | 24 | 25 | 26 | 27 | 28 | 29 | 30 | Journées Leader | Journées PO 1 | Journées PO 2 | Journées PO 3 |
| ----------- | -- | -- | -- | -- | - | - | - | - | - | -- | -- | -- | -- | -- | -- | -- | -- | -- | -- | -- | -- | -- | -- | -- | -- | -- | -- | -- | -- | -- | --------------- | ------------- | ------------- | ------------- |
| Rang        | 1  | 1  | 5  | 3  |   |   |   |   |   |    |    |    |    |    |    |    |    |    |    |    |    |    |    |    |    |    |    |    |    |    | 2               | 4             |               |               |
| Résultat    | V  | V  | D  | V  |   |   |   |   |   |    |    |    |    |    |    |    |    |    |    |    |    |    |    |    |    |    |    |    |    |    | —               | —             | —             | —             |
| Écart (pts) | +2 | +3 | +1 | +3 |   |   |   |   |   |    |    |    |    |    |    |    |    |    |    |    |    |    |    |    |    |    |    |    |    |    | —               | —             | —             | —             |
| Écart (pts) | +3 | +5 | +4 | +6 |   |   |   |   |   |    |    |    |    |    |    |    |    |    |    |    |    |    |    |    |    |    |    |    |    |    | —               | —             | —             | —             |

### Coupes d'Europe

#### Ligue Europa
Anderlecht entre dans la compétition au deuxième tour de qualification, grâce à sa 4e place des play-offs du championnat belge la saison précédente. Au sein de la voie principale, le club est tête de série du groupe 2, en raison de son coefficient UEFA.
| 2e tour de qualification Match aller | RSC Anderlecht | 1 – 0   | BK Häcken |                        |                        |
| Jeudi 24 juillet 2025                | Dolberg 35e | (1 – 0) | | Lotto Park, Anderlecht | Lotto Park, Anderlecht |
| Jeudi 24 juillet 2025                | Maamar 27e · Angulo 45+1e | Rapport | 45+2e Rygaard · 48e Lindberg · 79e Gustafson · | Lotto Park, Anderlecht | Lotto Park, Anderlecht |
| Jeudi 24 juillet 2025                | Coosemans – Angulo ( 62e Kanaté), N'Diaye, Hey, Maamar – Stroeykens ( 71e Hazard), Llansana, Degreef ( 90+3e Tajaouart), Kana, Verschaeren ( 71e Saliba) – Dolberg ( 62e Vázquez) | Équipes | Berisha – Lundqvist, Samuelsson, Lode, Lindberg ( 87e Hilvenius) – Nioule ( 72e Ngabo), Gustafson, Rygaard ( 72e Dahbo), Leach Holm, Layouni – Svanbäck ( 78e Brusberg) | Lotto Park, Anderlecht | Lotto Park, Anderlecht |

| 2e tour de qualification Match retour | BK Häcken | 2 – 1 4 – 2 t. a. b.  | RSC Anderlecht |                         |                         |
| Jeudi 31 juillet 2025                 | ( Layouni) Svanbäck 33e · Gustafson 90+2e (pen.) | (1 – 0, 2 – 1, 2 – 1) | 54e (pen.) Dolberg | Bravida Arena, Göteborg | Bravida Arena, Göteborg |
| Jeudi 31 juillet 2025                 | Lindberg 72e | Rapport               | 23e Degreef · 45+1e Dolberg · 92e Simić · 100e, 117e Kanaté · 114e Maamar · | Bravida Arena, Göteborg | Bravida Arena, Göteborg |
| Jeudi 31 juillet 2025                 | Gustafson · Layouni · Lundqvist · Berisha | Tirs au but 4 – 2     | Hazard · Augustinsson · Llansana · Vázquez · | Bravida Arena, Göteborg | Bravida Arena, Göteborg |
| Jeudi 31 juillet 2025                 | Berisha – Lundqvist, Samuelsson, Lode, Lindberg ( 78e Jansson) – Leach Holm ( 78e Rygaard), Gustafson, Andersen – Layouni, Svanbäck ( 83e Ngabo), Nioule ( 64e Brusberg) | Équipes               | Coosemans – Vroninks ( 36e Maamar), Augustinsson, Hey, Simić – Stroeykens ( 65e De Cat), Llansana, Saliba ( 36e Verschaeren) – Degreef ( 90+3e Hazard), Dolberg ( 65e Vázquez), Angulo ( 97e Kanaté) | Bravida Arena, Göteborg | Bravida Arena, Göteborg |

#### Ligue Europa Conférence
Anderlecht est reversé au troisième tour des qualifications de la C4 et retrouve dans la voie principale une autre équipe éliminée durant la phase qualificative de la C3 : le club moldave du Sheriff Tiraspol. Ces derniers sont tête de série, au contraire du RSCA, car ils ont été éliminés par un club (le FC Utrecht) avec un coefficient UEFA plus élevé.
| 3e tour de qualification Match aller | RSC Anderlecht | 3 – 0   | FC Sheriff Tiraspol |                        |                        |
| Jeudi 7 août 2025                    | ( Camara) Angulo 17e · ( Verschaeren) Dolberg 48e · ( Bertaccini) Verschaeren 81e                                                                                               | (1 – 0) | | Lotto Park, Anderlecht | Lotto Park, Anderlecht |
| Jeudi 7 août 2025                    | Kana 4e · Degreef 79e | Rapport | 33e Boakye · | Lotto Park, Anderlecht | Lotto Park, Anderlecht |
| Jeudi 7 août 2025                    | Coosemans – Augustinsson, Kana ( 77e Simić), Hey, Camara ( 30e Degreef) – Angulo ( 77e Huerta), Llansana ( 65e Saliba), De Cat, Verschaeren – Hazard ( 65e Bertaccini), Dolberg | Équipes | Dyulgerov – Raí, Magossouba, Boakye, Swen – Odede ( 75e Loukou), Ademo ( 58e Serobyan), Bayala, Soumah, M. Diarra ( 58e Yade) – Gjoni ( 85e Cozma) | Lotto Park, Anderlecht | Lotto Park, Anderlecht |

| 3e tour de qualification Match retour | FC Sheriff Tiraspol | 1 – 1   | RSC Anderlecht |                                                             |                                                             |
| Jeudi 14 août 2025                    | ( Gjoni) Odede 81e | (0 – 0) | 72e Saliba (Bertaccini ) | Bolshaya Sportivnaya Arena, Tiraspol Stade Zimbru, Chișinău | Bolshaya Sportivnaya Arena, Tiraspol Stade Zimbru, Chișinău |
| Jeudi 14 août 2025                    | M. Diarra 1e · Dyulgerov 38e · Magossouba 74e                                                                                         | Rapport | 29e Stroeykens · 55e Degreef · 65e Saliba · 83e Hey · 90e De Cat · | Bolshaya Sportivnaya Arena, Tiraspol Stade Zimbru, Chișinău | Bolshaya Sportivnaya Arena, Tiraspol Stade Zimbru, Chișinău |
| Jeudi 14 août 2025                    | Dyulgerov – Raí, Boakye, Magossouba, Swen – Ademo ( 84e Mija), Soumah, Bayala – Odede, Gjoni ( 84e A. Diarra), M. Diarra ( 69e Cozma) | Équipes | Coosemans – N'Diaye, Hey, Kana, Degreef ( 81e Dao) – Llansana, Saliba, Stroeykens ( 62e Bertaccini) – Huerta ( 71e De Cat), Vázquez ( 62e Dolberg), Kanaté ( 71e Özcan) | Bolshaya Sportivnaya Arena, Tiraspol Stade Zimbru, Chișinău | Bolshaya Sportivnaya Arena, Tiraspol Stade Zimbru, Chișinău |

| Barrages Match aller | RSC Anderlecht | –   | AEK Athènes FC |                        |                        |
| Jeudi 21 août 2025   |                | (–) |                | Lotto Park, Anderlecht | Lotto Park, Anderlecht |

| Barrages Match retour | AEK Athènes FC | –   | RSC Anderlecht |                            |                            |
| Jeudi 28 août 2025    |                | (–) |                | OPAP Arena, Néa Filadélfia | OPAP Arena, Néa Filadélfia |

### Statistiques

#### Bilan de l'équipe
| Compétition        | Débute                   | Termine                  | Matches joués | Gagnés | Nuls | Perdus | Buts pour | Buts contre | Différence |
| ------------------ | ------------------------ | ------------------------ | ------------- | ------ | ---- | ------ | --------- | ----------- | ---------- |
| Jupiler Pro League | -                        |                          | 4             | 3      | 0    | 1      | 11        | 5           | +6         |
| Ligue Europa       | 2e tour de qualification | 2e tour de qualification | 2             | 1      | 0    | 1      | 2         | 2           | +0         |
| Ligue Conférence   | 3e tour de qualification |                          | 2             | 1      | 1    | 0      | 4         | 1           | +3         |
| Coupe de Belgique  |                          |                          | 0             | 0      | 0    | 0      | 0         | 0           | +0         |
| Total              | Total                    | Total                    | 8             | 5      | 1    | 2      | 17        | 8           | +9         |

#### Résumé des matchs officiels de la saison
| Compétition | J./Tour | Date              | Domicile             | Rés.          | Extérieur            | Cl. | Buteur(s) pour Anderlecht                                      |
| ----------- | ------- | ----------------- | -------------------- | ------------- | -------------------- | --- | -------------------------------------------------------------- |
| C3          | T2 Q. A | 24 juillet 2025   | RSC Anderlecht       | 1-0           | BK Häcken            | -   | Dolberg (35e)                                                  |
| JPL         | 1       | 27 juillet 2025   | RSC Anderlecht       | 5-2           | KVC Westerlo         | 1er | Hazard (18e, 90e+1), Degreef (36e), Angulo (64e), Saliba (69e) |
| C3          | T2 Q. R | 31 juillet 2025   | BK Häcken            | 2-1ap (4-2tab | RSC Anderlecht       | -   | Dolberg (54e sp)                                               |
| JPL         | 2       | 3 août 2025       | Cercle Bruges        | 0-2           | RSC Anderlecht       | 1er | Hazard (7e sp), Bertaccini (78e)                               |
| C4          | T3 Q. A | 7 août 2025       | RSC Anderlecht       | 3-0           | Sheriff Tiraspol     | -   | Angulo (17e), Dolberg (48e), Verschaeren (81e)                 |
| JPL         | 3       | 10 août 2025      | RSC Anderlecht       | 2-3           | Zulte Waregem        | 5e  | Dolberg (49e sp), Tanghe (73e csc)                             |
| C4          | T3 Q. R | 14 août 2025      | Sheriff Tiraspol     | 1-1           | RSC Anderlecht       | -   | Saliba (72e)                                                   |
| JPL         | 4       | 17 août 2025      | FCV Dender EH        | 0-2           | RSC Anderlecht       | 3e  | Huerta (70e), Hazard (83e)                                     |
| C4          | Barr. A | 21 août 2025      | RSC Anderlecht       | -             | AEK Athènes          | -   |                                                                |
| JPL         | 5       | 24 août 2025      | RSC Anderlecht       | -             | KAA La Gantoise      |     |                                                                |
| C4          | Barr. R | 28 août 2025      | AEK Athènes          | -             | RSC Anderlecht       | -   |                                                                |
| JPL         | 6       | 31 août 2025      | Union Saint-Gilloise | -             | RSC Anderlecht       |     |                                                                |
| JPL         | 7       | 14 septembre 2025 | RSC Anderlecht       | -             | KRC Genk             |     |                                                                |
| JPL         | 8       | 19 septembre 2025 | RSC Anderlecht       | -             | Royal Antwerp        |     |                                                                |
| JPL         | 9       | 26 septembre 2025 | OH Leuven            | -             | RSC Anderlecht       |     |                                                                |
| JPL         | 10      | 3 octobre 2025    | RSC Anderlecht       | -             | Standard de Liège    |     |                                                                |
| JPL         | 11      | 17 octobre 2025   | Saint-Trond VV       | -             | RSC Anderlecht       |     |                                                                |
| JPL         | 12      | 24 octobre 2025   | Royal Charleroi      | -             | RSC Anderlecht       |     |                                                                |
| JPL         | 13      | 1er novembre 2025 | RSC Anderlecht       | -             | YRKV Mechelen        |     |                                                                |
| JPL         | 14      | 8 novembre 2025   | RSC Anderlecht       | -             | Club Bruges          |     |                                                                |
| JPL         | 15      | 22 novembre 2025  | RAAL La Louvière     | -             | RSC Anderlecht       |     |                                                                |
| JPL         | 16      | 29 novembre 2025  | RSC Anderlecht       | -             | Union Saint-Gilloise |     |                                                                |
| JPL         | 17      | 6 décembre 2025   | KVC Westerlo         | -             | RSC Anderlecht       |     |                                                                |
| JPL         | 18      | 13 décembre 2025  | RSC Anderlecht       | -             | Saint-Trond VV       |     |                                                                |
| JPL         | 19      | 20 décembre 2025  | Royal Antwerp        | -             | RSC Anderlecht       |     |                                                                |
| JPL         | 20      | 27 décembre 2025  | RSC Anderlecht       | -             | Royal Charleroi      |     |                                                                |
| JPL         | 21      | 17 janvier 2026   | KAA La Gantoise      | -             | RSC Anderlecht       |     |                                                                |
| JPL         | 22      | 24 janvier 2026   | RSC Anderlecht       | -             | FCV Dender EH        |     |                                                                |
| JPL         | 23      | 31 janvier 2026   | Standard de Liège    | -             | RSC Anderlecht       |     |                                                                |
| JPL         | 24      | 7 février 2026    | KRC Genk             | -             | RSC Anderlecht       |     |                                                                |
| JPL         | 25      | 14 février 2026   | RSC Anderlecht       | -             | RAAL La Louvière     |     |                                                                |
| JPL         | 26      | 21 février 2026   | Zulte Waregem        | -             | RSC Anderlecht       |     |                                                                |
| JPL         | 27      | 28 février 2026   | RSC Anderlecht       | -             | OH Leuven            |     |                                                                |
| JPL         | 28      | 7 mars 2026       | Club Bruges          | -             | RSC Anderlecht       |     |                                                                |
| JPL         | 29      | 14 mars 2026      | YRKV Mechelen        | -             | RSC Anderlecht       |     |                                                                |
| JPL         | 30      | 21 mars 2026      | RSC Anderlecht       | -             | Cercle Bruges        |     |                                                                |

#### Statistiques individuelles
| N° | Nat | Nom          | Jupiler Pro League | Jupiler Pro League | Jupiler Pro League | Jupiler Pro League | Jupiler Pro League | Ligue Europa | Ligue Europa | Ligue Europa   | Ligue Europa | Ligue Europa | Ligue Conférence | Ligue Conférence | Ligue Conférence | Ligue Conférence | Ligue Conférence | Coupe de Belgique | Coupe de Belgique | Coupe de Belgique | Coupe de Belgique | Coupe de Belgique | Total | Total       | Total          | Total  | Total        |
| N° | Nat | Nom          | MJ                 | But inscrit        | Passe décisive     | Averti             | Carton rouge       | MJ           | But inscrit  | Passe décisive | Averti       | Carton rouge | MJ               | But inscrit      | Passe décisive   | Averti           | Carton rouge     | MJ                | But inscrit       | Passe décisive    | Averti            | Carton rouge      | MJ    | But inscrit | Passe décisive | Averti | Carton rouge |
| -- | --- | ------------ | ------------------ | ------------------ | ------------------ | ------------------ | ------------------ | ------------ | ------------ | -------------- | ------------ | ------------ | ---------------- | ---------------- | ---------------- | ---------------- | ---------------- | ----------------- | ----------------- | ----------------- | ----------------- | ----------------- | ----- | ----------- | -------------- | ------ | ------------ |
| 3  |     | Hey          | 4 (3)              | 0                  | 0                  | 1                  | 0                  | 2 (2)        | 0            | 0              | 0            | 0            | 2 (2)            | 0                | 0                | 1                | 0                | 0 (0)             | 0                 | 0                 | 0                 | 0                 | 8 (7) | 0           | 0              | 2      | 0            |
| 4  |     | Simić        | 2 (2)              | 0                  | 0                  | 0                  | 0                  | 1 (1)        | 0            | 0              | 1            | 0            | 1 (1)            | 0                | 0                | 0                | 0                | 0 (0)             | 0                 | 0                 | 0                 | 0                 | 4 (4) | 0           | 0              | 1      | 0            |
| 5  |     | N'Diaye      | 1 (1)              | 0                  | 0                  | 0                  | 0                  | 1 (1)        | 0            | 0              | 0            | 0            | 1 (1)            | 0                | 0                | 0                | 0                | 0 (0)             | 0                 | 0                 | 0                 | 0                 | 3 (3) | 0           | 0              | 0      | 0            |
| 6  |     | Augustinsson | 4 (3)              | 0                  | 1                  | 0                  | 0                  | 1 (1)        | 0            | 0              | 0            | 0            | 1 (1)            | 0                | 0                | 0                | 0                | 0 (0)             | 0                 | 0                 | 0                 | 0                 | 6 (5) | 0           | 1              | 0      | 0            |
| 7  |     | Camara       | 1 (0)              | 0                  | 1                  | 0                  | 0                  | 0 (0)        | 0            | 0              | 0            | 0            | 1 (1)            | 0                | 1                | 0                | 0                | 0 (0)             | 0                 | 0                 | 0                 | 0                 | 2 (1) | 0           | 2              | 0      | 0            |
| 10 |     | Verschaeren  | 4 (3)              | 0                  | 0                  | 0                  | 0                  | 2 (1)        | 0            | 0              | 0            | 0            | 1 (1)            | 1                | 1                | 0                | 0                | 0 (0)             | 0                 | 0                 | 0                 | 0                 | 7 (5) | 1           | 1              | 0      | 0            |
| 11 |     | Hazard       | 4 (4)              | 4                  | 0                  | 0                  | 0                  | 2 (0)        | 0            | 0              | 0            | 0            | 1 (1)            | 0                | 0                | 0                | 0                | 0 (0)             | 0                 | 0                 | 0                 | 0                 | 7 (5) | 4           | 0              | 0      | 0            |
| 12 |     | Dolberg      | 2 (1)              | 1                  | 0                  | 0                  | 0                  | 2 (2)        | 2            | 0              | 1            | 0            | 2 (1)            | 1                | 0                | 0                | 0                | 0 (0)             | 0                 | 0                 | 0                 | 0                 | 6 (4) | 4           | 0              | 1      | 0            |
| 13 |     | Saliba       | 4 (1)              | 1                  | 0                  | 0                  | 0                  | 2 (1)        | 0            | 0              | 0            | 0            | 2 (1)            | 1                | 0                | 1                | 0                | 0 (0)             | 0                 | 0                 | 0                 | 0                 | 8 (3) | 2           | 0              | 1      | 0            |
| 19 |     | Angulo       | 4 (4)              | 1                  | 3                  | 0                  | 0                  | 2 (2)        | 0            | 0              | 1            | 0            | 1 (1)            | 1                | 0                | 0                | 0                | 0 (0)             | 0                 | 0                 | 0                 | 0                 | 7 (7) | 2           | 3              | 1      | 0            |
| 20 |     | Vázquez      | 3 (2)              | 0                  | 0                  | 1                  | 0                  | 2 (0)        | 0            | 0              | 0            | 0            | 1 (1)            | 0                | 0                | 0                | 0                | 0 (0)             | 0                 | 0                 | 0                 | 0                 | 6 (3) | 0           | 0              | 1      | 0            |
| 21 |     | Huerta       | 2 (0)              | 1                  | 0                  | 0                  | 0                  | 0 (0)        | 0            | 0              | 0            | 0            | 1 (1)            | 0                | 0                | 0                | 0                | 0 (0)             | 0                 | 0                 | 0                 | 0                 | 3 (1) | 1           | 0              | 0      | 0            |
| 22 |     | Dao          | 0 (0)              | 0                  | 0                  | 0                  | 0                  | 0 (0)        | 0            | 0              | 0            | 0            | 1 (0)            | 0                | 0                | 0                | 0                | 0 (0)             | 0                 | 0                 | 0                 | 0                 | 1 (0) | 0           | 0              | 0      | 0            |
| 24 |     | Llansana     | 3 (3)              | 0                  | 0                  | 3                  | 0                  | 2 (2)        | 0            | 0              | 0            | 0            | 2 (2)            | 0                | 0                | 0                | 0                | 0 (0)             | 0                 | 0                 | 0                 | 0                 | 7 (7) | 0           | 0              | 3      | 0            |
| 26 |     | Coosemans    | 4 (4)              | 0                  | 0                  | 0                  | 0                  | 2 (2)        | 0            | 0              | 0            | 0            | 2 (2)            | 0                | 0                | 0                | 0                | 0 (0)             | 0                 | 0                 | 0                 | 0                 | 8 (8) | 0           | 0              | 0      | 0            |
| 29 |     | Stroeykens   | 3 (0)              | 0                  | 0                  | 0                  | 0                  | 2 (2)        | 0            | 0              | 0            | 0            | 1 (1)            | 0                | 0                | 0                | 0                | 0 (0)             | 0                 | 0                 | 0                 | 0                 | 6 (3) | 0           | 0              | 0      | 0            |
| 55 |     | Kana         | 3 (3)              | 0                  | 0                  | 0                  | 0                  | 1 (1)        | 0            | 0              | 0            | 0            | 2 (2)            | 0                | 0                | 1                | 0                | 0 (0)             | 0                 | 0                 | 0                 | 0                 | 6 (6) | 0           | 0              | 1      | 0            |
| 58 |     | Özcan        | 0 (0)              | 0                  | 0                  | 0                  | 0                  | 0 (0)        | 0            | 0              | 0            | 0            | 1 (0)            | 0                | 0                | 0                | 0                | 0 (0)             | 0                 | 0                 | 0                 | 0                 | 1 (0) | 0           | 0              | 0      | 0            |
| 62 |     | Vroninks     | 1 (0)              | 0                  | 0                  | 0                  | 0                  | 1 (1)        | 0            | 0              | 0            | 0            | 0 (0)            | 0                | 0                | 0                | 0                | 0 (0)             | 0                 | 0                 | 0                 | 0                 | 2 (1) | 0           | 0              | 0      | 0            |
| 74 |     | De Cat       | 4 (3)              | 0                  | 1                  | 1                  | 0                  | 1 (0)        | 0            | 0              | 0            | 0            | 2 (1)            | 0                | 0                | 1                | 0                | 0 (0)             | 0                 | 0                 | 0                 | 0                 | 7 (4) | 0           | 1              | 2      | 0            |
| 78 |     | Tajaouart    | 0 (0)              | 0                  | 0                  | 0                  | 0                  | 1 (0)        | 0            | 0              | 0            | 0            | 0 (0)            | 0                | 0                | 0                | 0                | 0 (0)             | 0                 | 0                 | 0                 | 0                 | 1 (0) | 0           | 0              | 0      | 0            |
| 79 |     | Maamar       | 4 (4)              | 0                  | 0                  | 0                  | 0                  | 2 (1)        | 0            | 0              | 2            | 0            | 0 (0)            | 0                | 0                | 0                | 0                | 0 (0)             | 0                 | 0                 | 0                 | 0                 | 6 (5) | 0           | 0              | 2      | 0            |
| 83 |     | Degreef      | 4 (1)              | 1                  | 0                  | 1                  | 0                  | 2 (2)        | 0            | 0              | 1            | 0            | 2 (1)            | 0                | 0                | 2                | 0                | 0 (0)             | 0                 | 0                 | 0                 | 0                 | 8 (4) | 1           | 0              | 4      | 0            |
| 91 |     | Bertaccini   | 3 (1)              | 1                  | 0                  | 0                  | 0                  | 0 (0)        | 0            | 0              | 0            | 0            | 2 (0)            | 0                | 2                | 0                | 0                | 0 (0)             | 0                 | 0                 | 0                 | 0                 | 5 (1) | 1           | 2              | 0      | 0            |
| 99 |     | Kanaté       | 0 (0)              | 0                  | 0                  | 0                  | 0                  | 2 (0)        | 0            | 0              | 2            | 1            | 1 (1)            | 0                | 0                | 0                | 0                | 0 (0)             | 0                 | 0                 | 0                 | 0                 | 3 (1) | 0           | 0              | 2      | 1            |

#### Statistiques des buteurs
|       | Buteur             | Jupiler Pro League | Ligue Europa | Ligue Conférence | Coupe de Belgique | Total | MJ |
| ----- | ------------------ | ------------------ | ------------ | ---------------- | ----------------- | ----- | -- |
| TOTAL | TOTAL              | 10                 | 2            | 4                | 0                 | 16    | 8  |
| 1     | Kasper Dolberg     | 1                  | 2            | 1                | 0                 | 4     | 6  |
| 2     | Thorgan Hazard     | 4                  | 0            | 0                | 0                 | 4     | 7  |
| 3     | Nilson Angulo      | 1                  | 0            | 1                | 0                 | 2     | 7  |
| 4     | Nathan Saliba      | 1                  | 0            | 1                | 0                 | 2     | 8  |
| 5     | César Huerta       | 1                  | 0            | 0                | 0                 | 1     | 3  |
| 6     | Adriano Bertaccini | 1                  | 0            | 0                | 0                 | 1     | 5  |
| 7     | Yari Verschaeren   | 0                  | 0            | 1                | 0                 | 1     | 7  |
| 8     | Tristan Degreef    | 1                  | 0            | 0                | 0                 | 1     | 8  |

#### Statistiques des passeurs décisifs
|       | Passeur             | Jupiler Pro League | Ligue Europa | Ligue Conférence | Coupe de Belgique | Total | MJ |
| ----- | ------------------- | ------------------ | ------------ | ---------------- | ----------------- | ----- | -- |
| TOTAL | TOTAL               | 6                  | 0            | 4                | 0                 | 10    | 8  |
| 1     | Nilson Angulo       | 3                  | 0            | 0                | 0                 | 3     | 7  |
| 2     | Ilay Camara         | 1                  | 0            | 1                | 0                 | 2     | 2  |
| 3     | Adriano Bertaccini  | 0                  | 0            | 2                | 0                 | 2     | 5  |
| 4     | Ludwig Augustinsson | 1                  | 0            | 0                | 0                 | 1     | 6  |
| 5     | Nathan De Cat       | 1                  | 0            | 0                | 0                 | 1     | 7  |
| 5     | Yari Verschaeren    | 0                  | 0            | 1                | 0                 | 1     | 7  |